# Ironeus pulcher
Ironeus pulcher är en skalbaggsart som beskrevs av Bates 1880. Ironeus pulcher ingår i släktet Ironeus och familjen långhorningar.
Artens utbredningsområde är:
- Costa Rica.
- Honduras.
- Nicaragua.
- Panama.
- Venezuela.

Inga underarter finns listade i Catalogue of Life.